# Austin A40 Farina
Austin A40 Farina — малий сімейний автомобіль (за британською класифікацією), що виготовлявся компанією Austin у 1958—1967 рр. Седан був представлений у 1958, а універсал у 1959. Офіційно легковик називався Austin A40 (додаток «Farina» використовували для відмінності від попередників).
Оскільки компанія «Остін» у 1952 увійшла до British Motor Corporation модель А40 виготовлялась тільки під маркою Austin.

## Загальні відомості
Розробка А40 Farina (заводське кодове позначення ADO 8) велась у 1955—1958 рр. А виробництво розпочалось 2 червня 1958 р. До грудня цього ж року продуктивність заводу становила 400 авт./тиждень.
Вперше нову модель представили 18 вересня 1958 р. на заводі «Остін».
Цього ж року, 2—12 жовтня автомобіль виставляли на Паризькому автосалоні, а з 22 жовтня на автосалоні у Ерлс Корт (Лондон).
Варіант універсал (англ. estate) став раннім прикладом хетчбека, що поєднував переваги седана та універсала в одному кузові.
Прямі лінії даху забезпечували більший простір в салоні, а складені задні сидіння значний багажний об'єм.
В седана (англ. saloon) кришка багажника кріпилась на нижніх петлях (заднє скло залишалось нерухомим), й простір за задніми сидіннями зазвичай вкривався вініловим покриттям.
Останнє могло зніматись, задні сидіння складались створюючи значний простір для багажу, хоча й підлога у такого багажника була далеко не рівною.
Дизайн належав Пінінфаріні. В часи, коли туринські студії автомобільного дизайну, у своїй більшості займались дорогими екзотичними автомобілями, BMC і свої кузова довірити італійцям.
Причому Пінінфаріна та його син Серджіо брали участь у запуску виробництва. Автомобіль став зменшеною версією Austin Cambridge та Morris Oxford, але з меншим багажником.
Дизайн останніх також розробляв Пінінфаріна.

## Назва
Індекс А40 носили й попередні моделі Austin, зокрема Austin A40 Cambridge. Хоч назва Farina стала новою.
У Швеції автомобіль називався Futura, оскільки «Фаріна» співзвучно з поширеним типом коричневого цукру.

## Mark I
Седан (англ. saloon) був представлений на Лондонському автосалоні у жовтні 1958 р. Austin А40 Farina став заміною Austin А35, від котрого він успадкував велику кількість елементів ходової частини.
Характерний двооб'ємний кузов відрізнявся більшим простором в салоні.
Сьогодні такий кузов можна було б вважати хетчбеком, однак це був седан — кришка багажника кріпилась на нижніх петлях, заднє скло не входило до неї (і ніяких третіх дверей на кузові не було).
Універсал з'явився рівно через рік, у жовтні 1959 р. Відрізнявся від седана незначно меншим заднім склом, що разом з рамою піднімалось догори, а друга частина дверей багажника опускалась донизу. Це був доволі малий автомобіль з горизонтальною лінією розрізу багажника.
На початку автомобіль комплектувався 4-циліндровим рядним (0,948 л) двигуном серії «А», що використовувався на й на інших «Останах», включно з попередником.
Передня підвіска була незалежною пружинною, ззаду — залежною на напівеліптичних ресорах.
Гальмівні механізми усіх коліс були барабанними, привід гібридний: передніх коліс гідравлічний, а задніх гідромеханічний (один гідроциліндр діяв на троси стоянкового гальма).
Такий архаїчний привід був успадкований від попередника.
Барабани передніх коліс мали трохи більший ніж у задніх діаметр (200 проти 180 мм).
Встановлювався кермовий механіз типу черв'як-шип.
Спереду встановлювались окремі сидіння, ззаду суцільний диван, що відкидався для збільшення багажного простору.
Обивка — вінілова тканина. Опціями були обігрівач, радіоприймач, омивачі лобового скла та шини з вайтволами (білими боковинами).
Важіль перемикання передач був на підлозі, а між сидіннями знаходився важіль стоянкового гальма.
Бокові вікна не опускались звичними рукоятками, а тянулись вручну. Фіксатор вікна знаходився на двірній ручці.
Випробувана у 1958 р. британським журналом The Motor люксова версія мала максимальну швидкість 66,8 миль/год (107,5 км/год), розгін 0—50 миль/год (80 км/год) за 19,5 с.
Витрата палива становила 38 миль на імперський галон (7,4 л/100 км, 32 милі на амер. галон).
Протестований автомобіль коштував £689 (разом з податками у £230).
Всього виготовили 141 899 седанів та 27 713 універсалів (разом 169 612 авт.).

## Mark II
Друге покоління було представлене у 1961 р.
Автомобіль відрізнявся довшою на 3,5 дюйми (89 мм) колісною базою, що збільшило простір у салоні, іншою решіткою та дошкою приладів.
Нова модель була потужнішою (37 к.с./28 кВт), кабрюратор SU замінив Zenith хоч і конструктивно був подібним.
У передній підвісці з'явився стабілізатор.
Восени 1962 р. 948 см3 двигун замінила на 1098 см3 версію з потужністю 48 к.с.
Цей самий двигун також встановлювався на Morris Minor, що також був задньопривідним — обидві моделі мали традиційне північно-східне компонування.
А також агрегатом комплектувався передньопривідний Morris 1100 (поперечне розміщення двигуна). Водночас встановлювалась вдосконалена коробка передач.
Інші зміни були мінімальними. У 1964 р. встановлювалась приладова панель з імітацією дерев'яного шпону. Такий автомобіль протримався у виробництві до 1967 р.
Також у 1962 р. гальмівний привід став повністю гідравлічним, змінивши характерну попереднику гібридну систему. Однак в кінці 1962 р. з'явився Morris 1100, на фоні котрого Austin виглядав тісним, таким, що мав незадовільну стійкість та плавність ходу.
Тож рівні продажу А40 МКІІ були меншими аніж МКІ.
У 1962 р. Mark II протестував журнал The Motor.
Оновлена версія мала вищу максимальну швидкість в 75,2 миль/год (121 км/год), швидший розгін 0—50 миль/год (80 км/год) за 17,4 с.
Витрата палива трохи зросла — 36,5 миль на імперський галон (7,7 л/100 км, 30,4 милі на амер. галон).
Автомобіль коштував £693 (з яких £218 податки).
Виробництво Mark II припинилося 20 листопада 1967 р. Загалом виконали 49 877 седанів та 172 568 універсалів (разом 172 568 авт.).

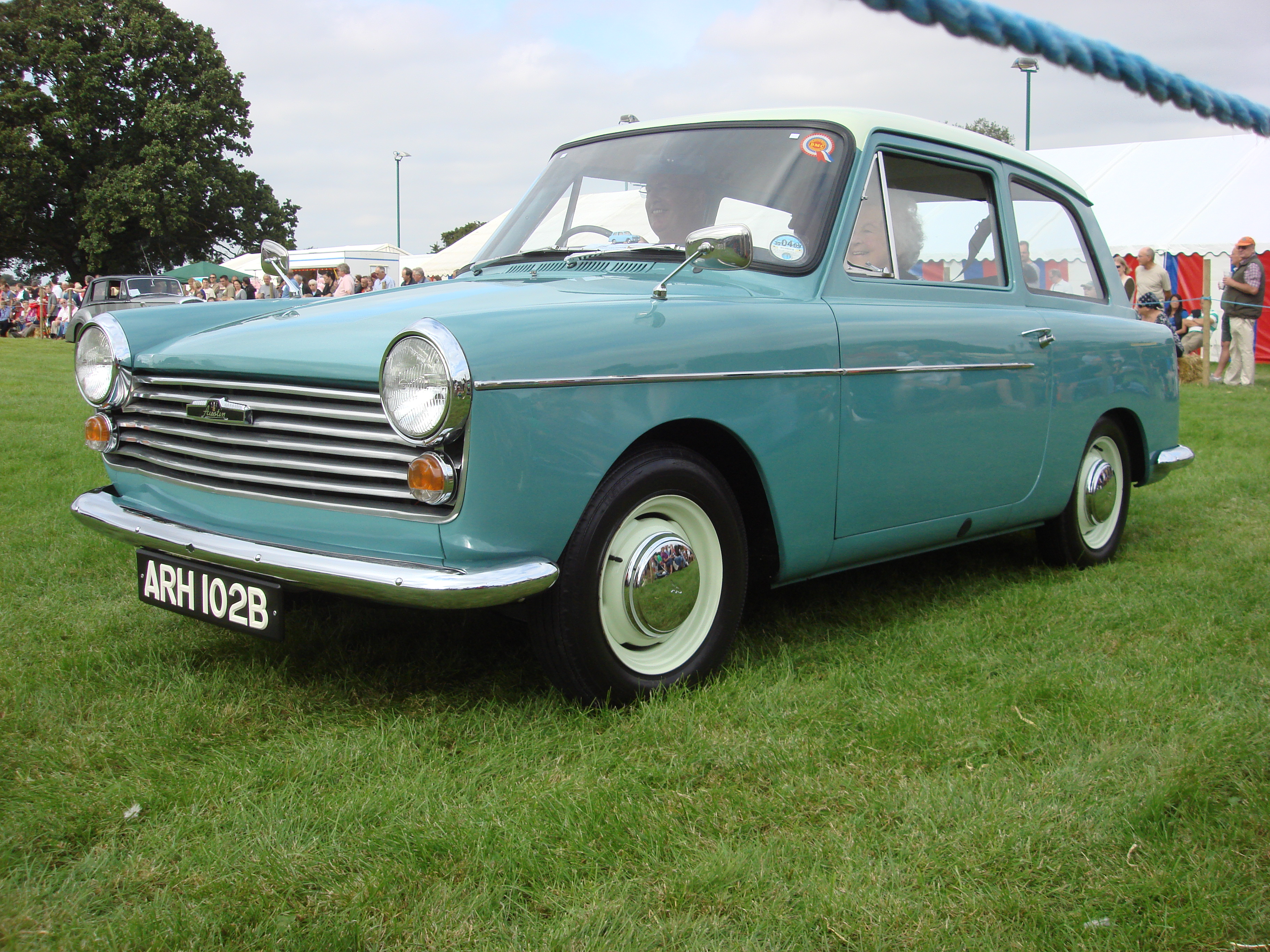
Austin A40 Farina Mk II
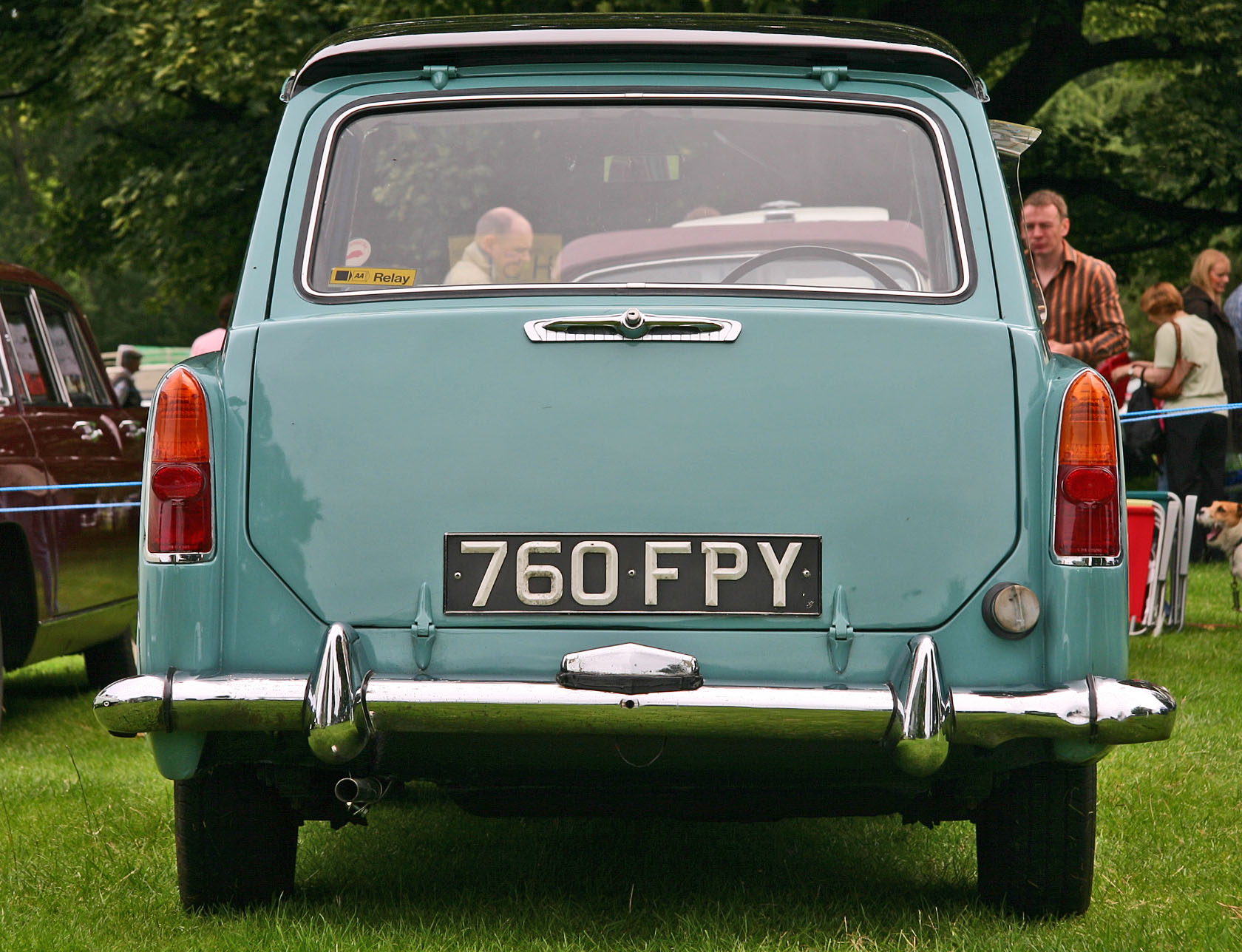
Austin A40 Farina Mk II Countryman
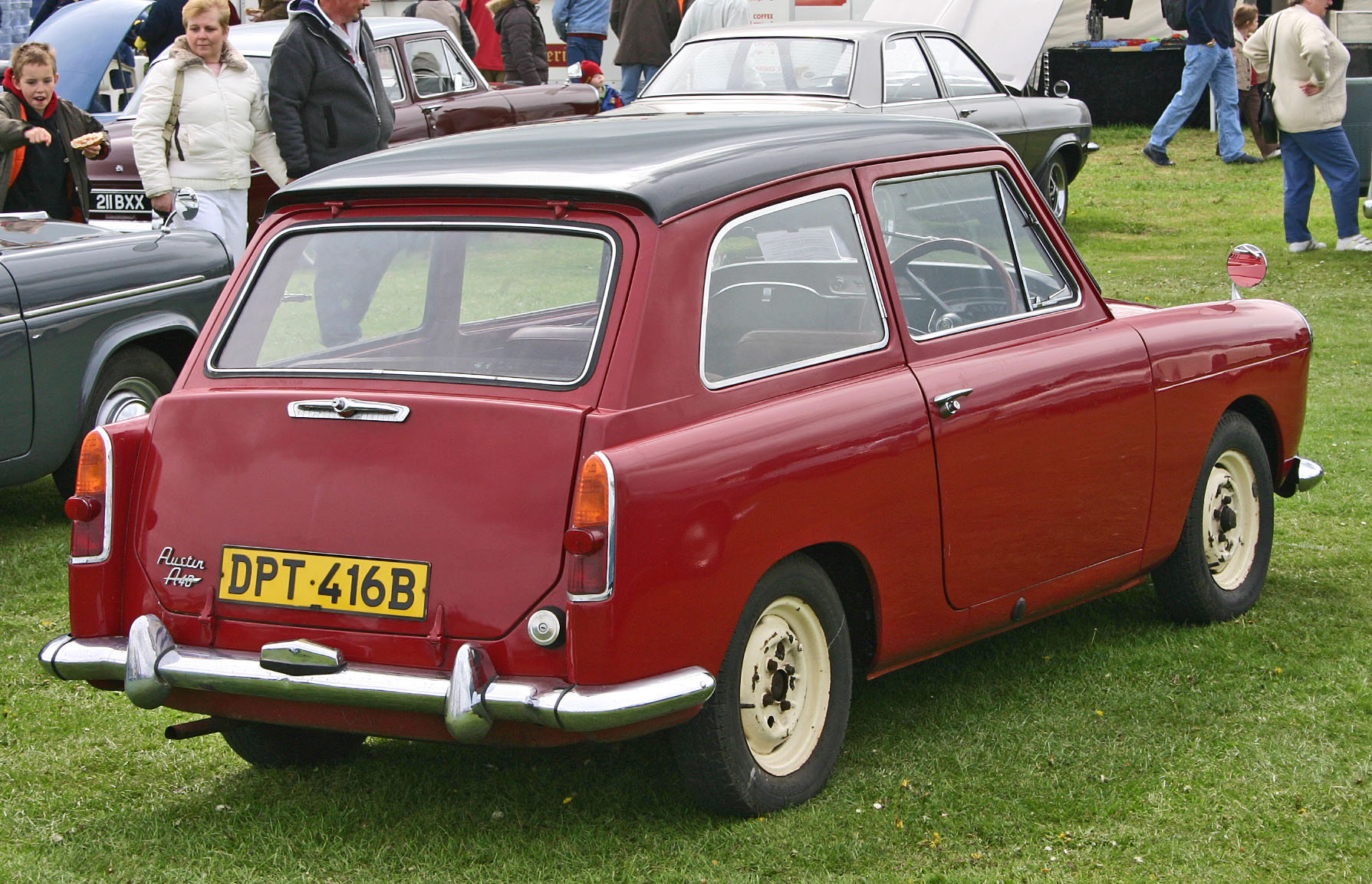
Austin A40 Farina Mk II Countryman

## Двигуни
- 1958—1961: A-Series I4: 948 см3 34 к.с. (25 кВт) при 4750 об/хв, 68 Н·м (50 ft·lbf) при 2000 об/хв
- 1961—1962: A-Series I4: 948 см3 37 к.с. (28 кВт) при 5000 об/хв, 68 Н·м (50 ft·lbf) при 2500 об/хв
- 1962—1967: A-Series I4: 1098 см3 48 к.с. (28 кВт) при 5100 об/хв, 81 Н·м (60 ft·lbf) при 2500 об/хв

## Innocenti

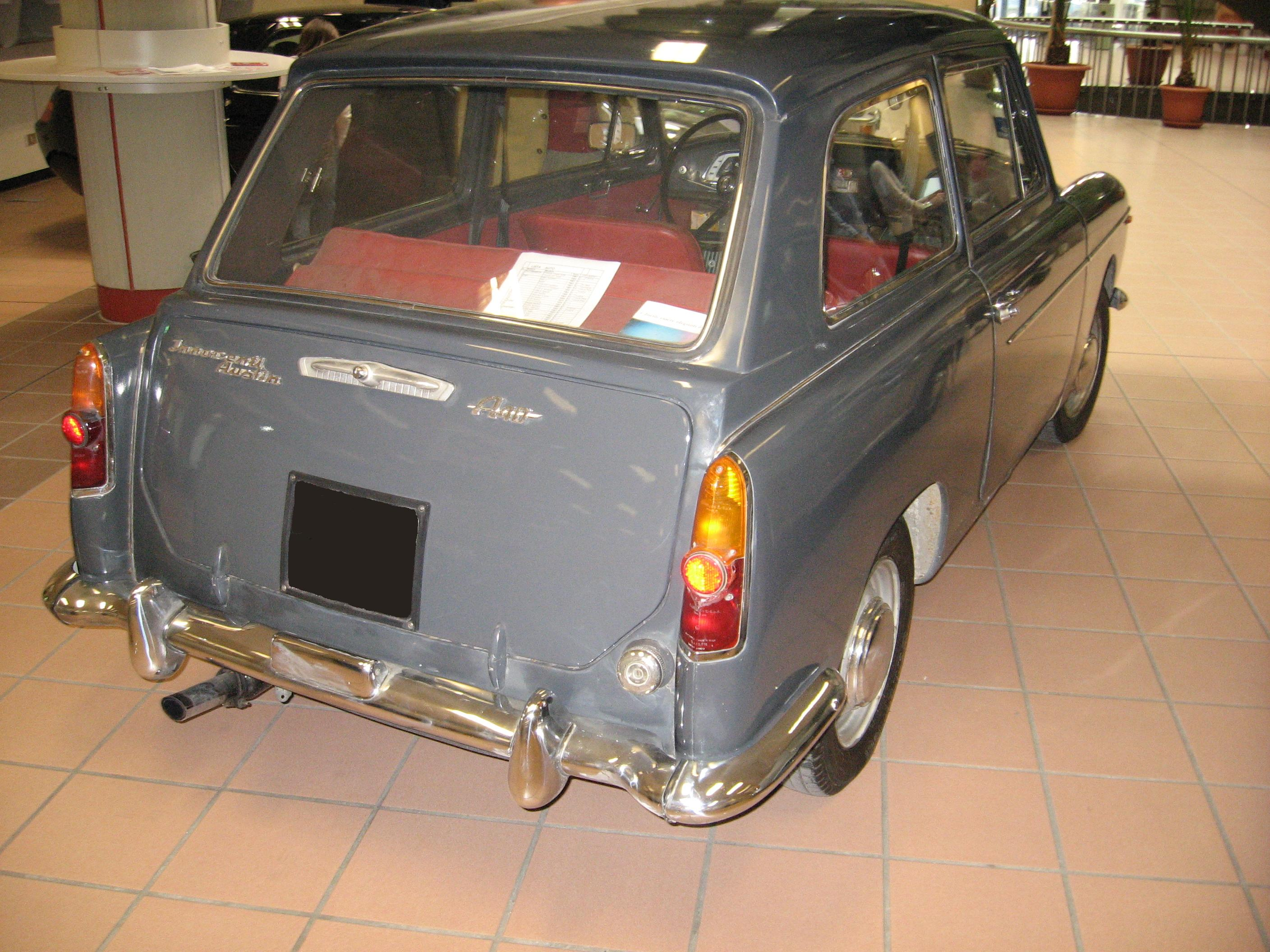
Седан Innocenti A40

По ліцензії BMC Austin A40 Farina виготовлявся компанією Innocenti з 1960 р.
Почавши зі збирання машинокомплектів, невдовзі італійський виробник дійшов до повної локалізації виробництва. Innocenti A40 Berlina та Combinata відповідають седану та універсалу (Countryman).
З 1962 р. на автомобілі встановлювались двигуни робочим об'ємом 1098 см3 (А40S).
Універсал Combinata у 1965 р. отримав нові суцільні задні двері, що кріпились на верхніх петлях.
В певній мірі автомобіль став повноцінним хетчбеком, модифікацією що не виговлялась у Великій Британії. Загалом було виготовлено 67706 авт. Innocenti A40 та А40S.

## Австралійське виробництво
А40 Farina також виготовлявся в Австралії, в Новому Південному Уельсі підприємством British Motor Corporation (Australia) Pty Ltd у 1959—1962 рр. Автомобілі, що збирались у Австралії мали високий рівень локалізації виробництва.

## Змагання
Модифікований автомобіль часто використовували на змаганнях.
Деякі екземпляри донині беруть участь у історичних ралі.
У січні 1959 р. на Ралі Монте-Карло Пет Мосс та Енн Вісдом на Austin А40 здобули «Кубок дам» (Coupe des Dames), RAC Challenge Trophy та сувенірну нагороду журналу L'Officiel de la Couture.
При цьому жіночий екіпаж став другим у класі серійних автомобілів з об'ємом двигуна до 1 л.
У загальній класифікації малолітражка стала десятою.
На останнії етапах червневого «Ралі Альп» Мос та Вісдом через неможливість вмикати першу передачу були змушені покинути змагання.
В серпні 1959 р. на Брендс-Гетч Джордж «Док» Шепард (George «Doc» Shepherd) на Austin A40 побив рекорд седанів.
А у 1960 р. за кермом Austin A40 Farina він переміг на чемпіонаті (1960 British Saloon Car Championship).